# Angola na Mistrzostwach Świata w Lekkoatletyce 2015
Angola na Mistrzostwach Świata w Lekkoatletyce 2015 – reprezentacja Angoli podczas Mistrzostw Świata w Pekinie liczyła 1 zawodniczkę, która nie zdobyła medalu.

## Występy reprezentantów Angoli
| Konkurencja          | Zawodnik      | Runda 1    | Runda 1 | Półfinał | Półfinał | Finał    | Finał   |
| Konkurencja          | Zawodnik      | Rezultat   | Pozycja | Rezultat | Pozycja  | Rezultat | Pozycja |
| -------------------- | ------------- | ---------- | ------- | -------- | -------- | -------- | ------- |
| Bieg na 100 m kobiet | Adriana Alves | 12,19 (PB) | 46.     | NQ       | NQ       | NQ       | NQ      |